# Chira (genre)
Pour l’article homonyme, voir Chira.
Genre
Synonymes
- Alcimonotus Simon, 1902
- Crulsia Mello-Leitão, 1930
- Ilarginus Mello-Leitão, 1939
- Goya Mello-Leitão, 1945

Chira est un genre d'araignées aranéomorphes de la famille des Salticidae.

## Distribution
Les espèces de ce genre se rencontrent en Amérique du Sud et en Amérique centrale.

## Liste des espèces
Selon World Spider Catalog (version 25.0, 01/04/2024) :
- Chira fagei Caporiacco, 1947
- Chira flavescens Caporiacco, 1947
- Chira gounellei (Simon, 1902)
- Chira guianensis (Taczanowski, 1871)
- Chira hanagarthi Rubio, Perger, Baigorria, Metzner & Höfer, 2023
- Chira ivyatenea Rubio, Perger, Baigorria, Metzner & Höfer, 2023
- Chira lanei Soares & Camargo, 1948
- Chira lucina Simon, 1902
- Chira simoni Galiano, 1961
- Chira spinosa (Mello-Leitão, 1939)
- Chira stolari Rubio, Perger, Baigorria, Metzner & Höfer, 2023
- Chira thysbe Simon, 1902
- Chira trivittata (Taczanowski, 1871)
- Chira typica (Mello-Leitão, 1930)

## Systématique et taxinomie
Ce genre a été décrit par Peckham et Peckham en 1896 dans les Attidae.
Ilarginus et Goya ont été placés en synonymie par Galiano en 1961.
Alcimonotus a été placé en synonymie par Galiano en 1968.
Crulsia a été placé en synonymie par Galiano en 1980.

## Publication originale
- Peckham & Peckham, 1896 : « Spiders of the family Attidae from Central America and Mexico. » Occasional Papers of the Natural History Society of Wisconsin, vol. 3, no 1, p. 1-101 (texte intégral).